# Гливиц, Гиполит
Гиполит Гливиц (пол. Hipolit Gliwic) (23 марта 1878 года, Варшава, Российская империя — 10 апреля 1943 года, Варшава, Генерал-губернаторство) — польский политик, министр, дипломат, предприниматель, экономист и сенатор. Министр промышленности и торговли, посол в США.

## Биография
Окончил с золотой медалью среднюю школу в Варшаве. В 1901 году закончил физико-математический факультет Новороссийского университета со степенью кандидата в Одессе. Затем учился в Горном институте в Санкт-Петербурге, который окончил в 1906 году с дипломом горного инженера. В период учёбы член ППС. Во время революции 1905 года был задержан во время перевозки груза оружия и некоторое время содержался в Крестах. После окончания института остался в нём ассистентом, а с 1909 года доцентом. Также входил в руководство фирм горно-сталелитейного профиля.
В 1917 году член Польского демократического комитета в Петрограде. В 1918 представитель Государственного совета по торговле в Советской России.
После получения Польшей независимости, крупный предприниматель, управляющий и директор в нескольких фирмах. С 1920 года делегат Министерства финансов и торговый представитель Польши в Париже. С 1922 года первый советник, генеральный советник, а затем посол Польши в Вашингтоне. В 1925—1926 годах директор департамента в Министерстве промышленности и торговли. После майского переворота в качестве жеста поддержки Пилсудского, вошёл на короткое время в правительство Казимежа Бартеля в качестве министра промышленности и торговли.
В 1928—1930 годах сенатор Польши по списку BBWR и вице-маршал Сената. Экономический представитель Польши в Лиге наций и на крупных международных конференциях. Один из организаторов концерна «Объединение горно-рудных интересов» в Катовицах. Член контрольного совета Торгового банка.
С 1931 года преподавал экономику в Университете Яна Казимира во Львове на дипломатическом факультете. 
Во время II мировой войны сотрудник Делегатуры. Занимался вопросами организации экономической жизни и ликвидации экономических последствий оккупации. Арестован гестапо 9 апреля 1943 года. На следующий день покончил с собой приняв яд на Павяке.
Похоронен на Старых Повонзках.